# Semikarakorsk
Semikarakorsk (russisch Семикаракорск) ist eine Stadt in der Oblast Rostow (Russland) mit 23.884 Einwohnern (Stand 14. Oktober 2010).

## Geografie
Die Stadt liegt etwa 140 km nordöstlich der Oblasthauptstadt Rostow am Don am linken Ufer des Don, oberhalb der Mündung des Sal.
Semikarakorsk ist Verwaltungszentrum des gleichnamigen Rajons.
Die nächstgelegene Eisenbahnstation ist Ust-Donezkaja 25 Kilometer nördlich.

## Geschichte
Die Staniza Semikarakorskaja der Donkosaken wurde erstmals 1672 urkundlich erwähnt. Wegen häufiger Überschwemmungen wurde die Staniza mehrmals verlegt. Seit 1845 befand sie sich an Stelle der heutigen Stadt.
Im Zweiten Weltkrieg wurde die Staniza Semikarakorskaja im Sommer 1942 von der deutschen Wehrmacht besetzt und am 4. Januar 1943 von Truppen der neu gebildeten Südfront der Roten Armee zurückerobert.
1958 erhielt die Staniza als Semikarakorski den Status einer Siedlung städtischen Typs. Am 25. Mai 1972 wurde aus Anlass des 300-jährigen Bestehens das Stadtrecht verliehen.

### Bevölkerungsentwicklung
| Jahr | Einwohner |
| ---- | --------- |
| 1897 | 6.588     |
| 1939 | 5.872     |
| 1959 | 10.696    |
| 1970 | 15.898    |
| 1979 | 20.244    |
| 1989 | 22.704    |
| 2002 | 23.473    |
| 2010 | 23.884    |

Anmerkung: Volkszählungsdaten

## Kultur und Sehenswürdigkeiten
Unweit der Stadt befinden sich Überreste einer chasarischen Stadt und Festung. In der Staniza Kotschetowskaja gibt es ein Museum für den Kosakenschriftsteller Witali Sakrutkin (1908–1984), der dort viele Jahre lebte.

## Wirtschaft
In Semikarakorsk gibt es vor allem Betriebe der Lebensmittelindustrie (Konserven, Käse, Fleischverarbeitung), außerdem eine Textil-, eine Keramikfabrik sowie Unternehmen der Baumatialienwirtschschaft.